# Allende (Meteorit)

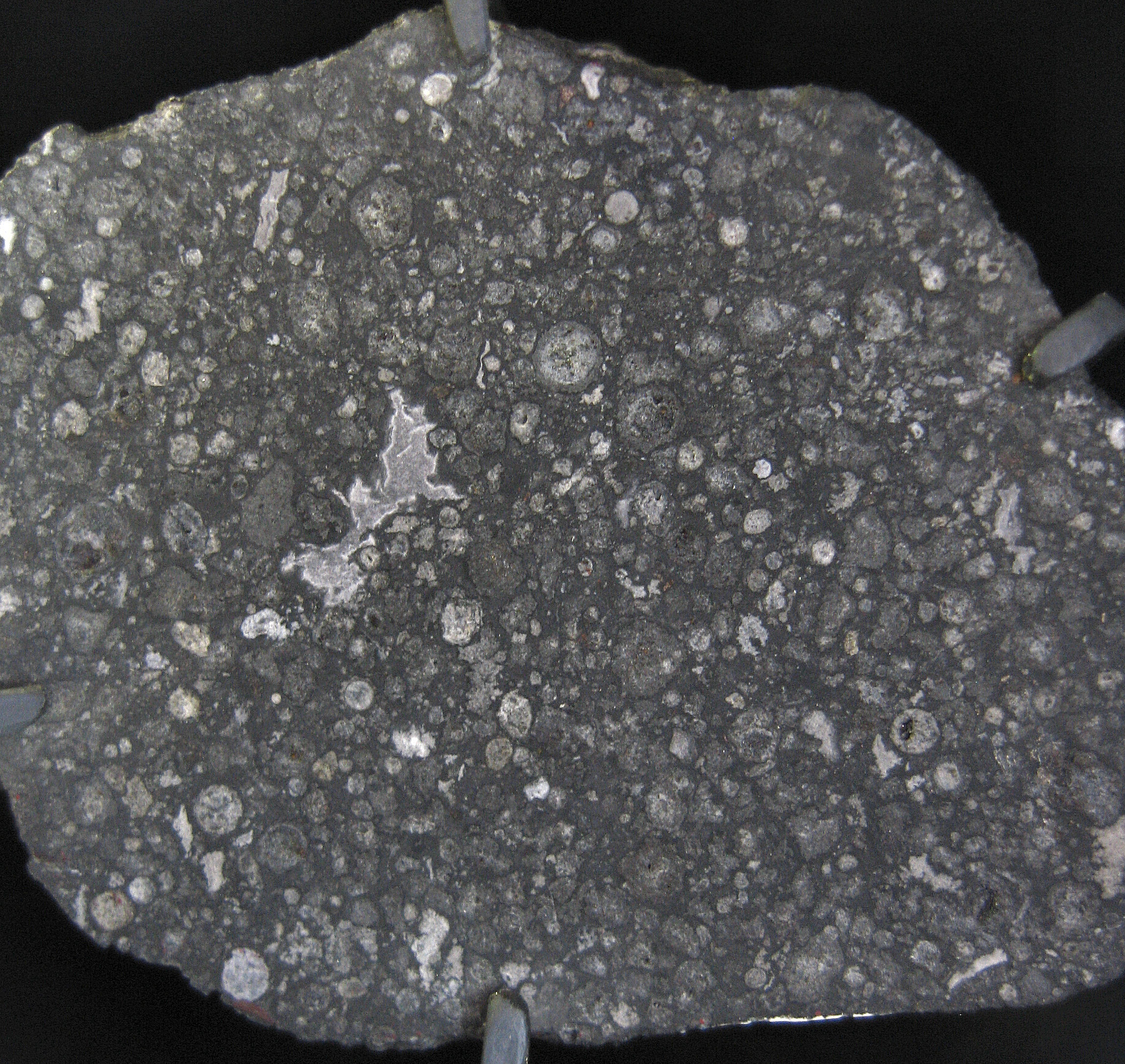
Schnittfläche

Bei dem Meteoriten Allende handelt es sich um einen Steinmeteoriten, der am frühen Morgen des 8. Februar 1969 über Mexiko in die Erdatmosphäre eintrat.
Infolge der Reibungshitze und der schockartigen Abbremsung zerplatzte der Meteorit noch in der Atmosphäre als heller Feuerball. Zahlreiche Bruchstücke gingen als Schauer auf ein Gebiet von 10 km × 50 km nieder. Ein größeres Stück verfehlte nur knapp das Postamt des Ortes von Pueblito de Allende (Bundesstaat Chihuahua), nach dem der Meteorit seinen Namen erhielt (26,9667° N, 105,3167° W). Die Gesamtmasse des Meteoriten wird auf 5 t (Tonnen) geschätzt; etwa 3 t wurden bislang eingesammelt und befinden sich in Museen, Instituten sowie in Privatbesitz.

## Klassifikation
Der Allende-Meteorit gehört zu der Klasse der kohligen Chondrite. Er weist neben deutlich sichtbaren Chondren Einschlüsse an Hochtemperaturmineralen sowie Calcium- und Aluminiumreichen Materialien (CAI) auf, die als erstes festes und ältestes Material im Sonnensystem angesehen werden. Die CAIs enthalten Mikrodiamanten, die offensichtlich außerhalb des Sonnensystems bei einer nahen Supernova entstanden sind. Darauf weisen die ungewöhnlichen Isotopenverhältnisse der Elemente Krypton, Xenon und Stickstoff in den Diamanten hin. Darüber hinaus enthält der Allende-Meteorit Zerfallsprodukte des Aluminiumisotopes Al-26, das nur bei einer Supernovaexplosion entstehen kann. 
Der Allendemeteorit stammt aus dem Asteroidengürtel und wird als Kohliger Chondrit der Gruppe CV3 einklassifiziert.
Chemische Zusammensetzung: 23,6 % Eisen; 15,9 % Silicium; 14,9 % Magnesium; 1,9 % Calcium; 1,7 % Aluminium; 1,2 % Nickel; 0,5 % Kohlenstoff; 0,35 % Chrom; 0,15 % Mangan; 0,11 % Phosphor; 0,09 % Titan; 0,0093 % Vanadium;
organische Verbindungen (in Spuren), wie Alkane, Aminosäuren

## Mineralfunde
Im Allende-Meteoriten konnten zahlreiche Minerale nachgewiesen werden, wobei allerdings mit dem Amphibolvertreter Tschermakit, den Feldspatvertretern Anorthit und Nephelin, den Granaten Andradit und Grossular, den Olivinen Fayalit, Forsterit und Kirschsteinit, den Pyroxenen Augit (in der Varietät Fassait), Hedenbergit, Kushiroit und Wollastonit sowie Melilith, Rhönit und Sodalith die Silikate überwiegen.
Weitere Funde sind unter anderem die Elemente Kohlenstoff (als Diamant) und Rhenium; die Sulfide Pentlandit und Troilit; die Oxide Hibonit, Ilmenit, Kamiokit, Korund, Magnetit, Perowskit, Spinell, Tazheranit und Tugarinovit sowie das Phosphat Merrillit.
Der Allende-Meteorit ist zudem Typlokalität für bisher neun Minerale:
- 2007: der nach dem Meteoriten benannte Allendeit, Hexamolybdän, Monipit
- 2008: Davisit, Grossmanit, Tistarit
- 2009: Hibonit-(Fe) (IMA 2009-027)
- 2010: Panguit
- 2011: Kangit
- 2017: Rubinit